# Gougenheim
Gougenheim é uma comuna francesa na região administrativa de Grande Leste, no departamento Baixo Reno. Estende-se por uma área de 6,6 km². Em 2010 a comuna tinha 559 habitantes (densidade: 84,7 hab./km²).